# Koyomi Tominaga
Koyomi Tominaga (冨永 こよみ, Tominaga Koyomi) est une joueuse de volley-ball japonaise née le 1er mai 1989 à Komae (Tokyo). Elle mesure 1,75 m et joue au poste de passeuse. Elle totalise 13 sélections en équipe du Japon.

## Clubs
| Club                     | De        | À         |
| ------------------------ | --------- | --------- |
| Shimokitazawa Seitoku HS |           | 2007-2008 |
| Pioneer Red Wings        | 2008-2009 | 2013-2014 |
| Ageo Medics              | 2014-2015 | 2017-2018 |
| Pallavolo Filottrano     | 2018-2019 | 2018-2019 |
| Ageo Medics              | 2019-2020 | …         |

## Palmarès

### Équipe nationale
- Championnat d'Asie et d'Océanie
  - Vainqueur : 2017.

### Distinctions individuelles
- World Grand Champions Cup féminine 2017: Meilleure passeuse[2].